# 拟穴青蟹

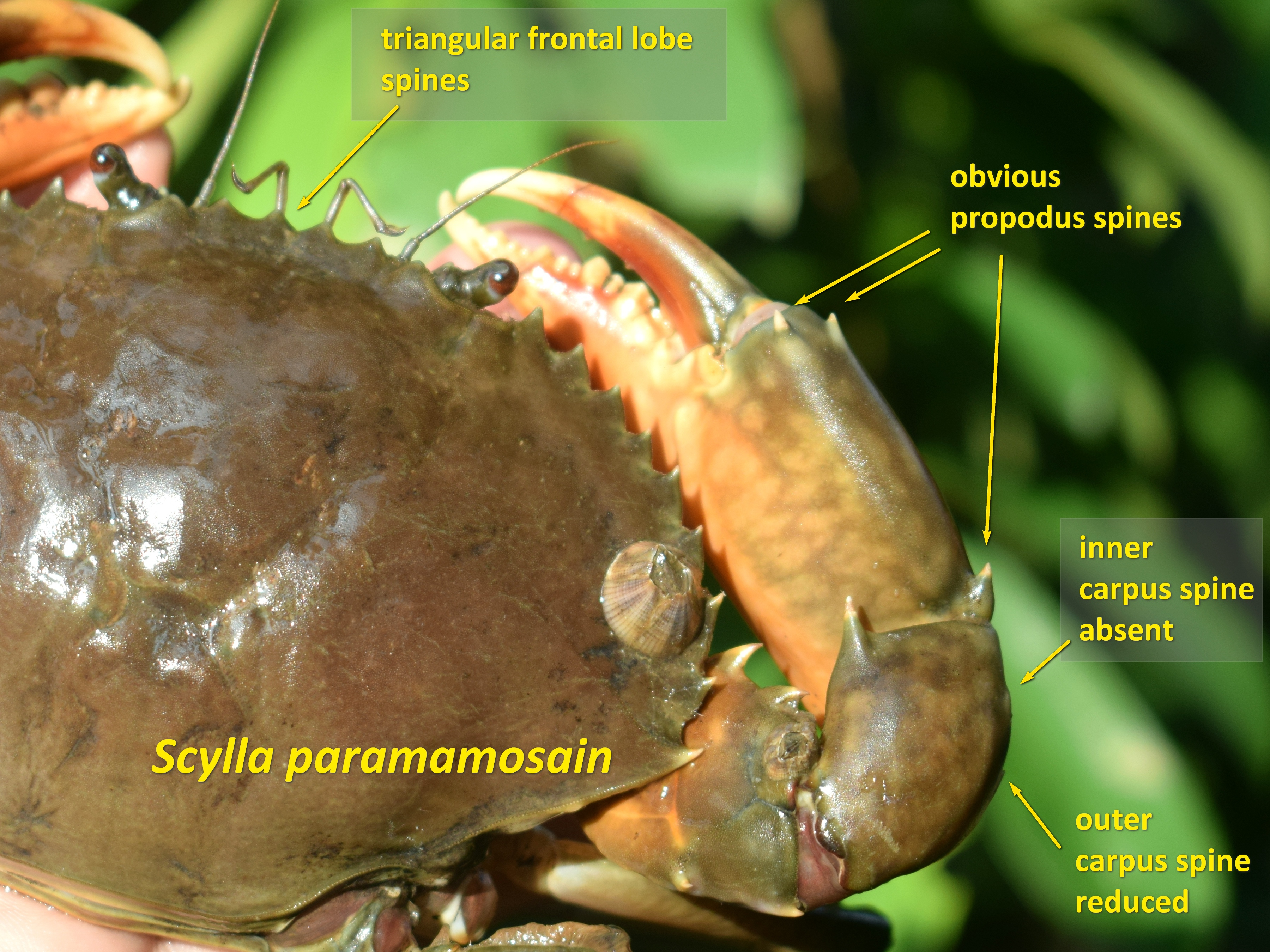
背部

擬穴青蟹（Scylla paramamosain）是青蟹属的一種生物，分佈于東亞和東南亞，是一種較重要的水產。

## 分類
1949年初次命名時，它被當成鋸緣青蟹的亞種，但後來獨立成種。中國的“鋸緣青蟹”十之八九都是擬穴青蟹。